# Jacques Dutronc
Jacques Dutronc (Parigi, 28 aprile 1943) è un cantante, compositore e attore francese.
Per diverso tempo ha collaborato col chitarrista Jacques Lanzmann. Tra i pezzi più noti di Dutronc vi sono Il est cinq heures, Paris s'éveille, Le Responsable, Les Cactus e L'Arsène e Gentleman Cambrioleur, adottate come sigle di chiusura degli episodi della nota serie TV Arséne Lupin.
Dutronc ha suonato la chitarra in gruppi rock come El Toro e les Cyclones. A partire dagli anni '60 ha iniziato a scrivere musiche per Françoise Hardy, alcune di grande successo, prima di iniziare una carriera come solista. La sua musica incorpora tratti di rock e pop francesi con rock psichedelico e garage rock. A partire dal 1973 si è anche dedicato alla filmografia recitando in alcuni film. Ha ricevuto un César come miglior attore per il suo ruolo di protagonista in Van Gogh, diretto da Maurice Pialat. Secondo la All Music Guide, Dutronc è "uno dei cantanti più popolari del mondo francofono", anche se "rimane poco noto nei territori di lingua inglese" oltre ad una ristretta cerchia di fan.

## Biografia

### I primi anni
Jacques Dutronc nacque il 28 aprile 1943 al n. 67 di rue de Provence nel IX arrondissement di Parigi, nella casa dei suoi genitori, Pierre e Madeleine. Suo padre era il direttore di un'azienda per la distribuzione del carbone. Jacques venne educato alla scuola elementare Rocroy-Saint-Léon (oggi un liceo), passando poi all'École de la Rue Blanche (oggi una scuola di teatro) e poi all'École Professionnelle de Dessin Industriel, dove dal 1959 studiò disegno grafico.

### La carriera musicale

#### Gli anni '60
Nel 1960, Dutronc formò una band con sé stesso come chitarrista, assieme ad alcuni compagni di scuola come Hadi Kalafate al basso, Charlot Bénaroch alla batteria (poi rimpiazzato da André Crudot) e Daniel Dray come cantante. Il gruppo venne ascoltato nel 1961 da Jacques Wolfsohn, direttore artistico della Disques Vogue, che li scritturò col nome di El Toro et les Cyclones. Il gruppo compose due singoli, L'Oncle John e Le Vagabond, ma si sciolse quando Dutronc partì per il servizio militare di leva obbligatoria.
Terminato il periodo nel 1963, Dutronc per breve tempo svolse l'attività di chitarrista nella band di Eddy Mitchell e nel contempo iniziò a collaborare alla Vogue come assistente di Jacques Wolfsohn. Con le sue capacità musicali, fu coautore di artisti come Zouzou, Cléo e Françoise Hardy.
Wolfsohn chiese a Dutronc di lavorare con Jacques Lanzmann, scrittore ed editore del magazine Lui, per creare una canzone per un cantante beatnik di nome Benjamin che pubblicò il proprio EP nel 1966 con canzoni di Dutronc e Lanzmann-Dutronc composition, tra cui spiccava "Cheveux longs". Ad ogni modo, Wolfsohn non aveva approvato come Benjamin aveva registrato una canzone dal titolo Et moi, et moi, et moi e pertanto la fece ri-incidere con l'ex compagno di band di Dutronc, Hadi Kalafate, alla voce. Wolfsohn chiese quindi a Dutronc di registrarne personalmente una propria versione cantata. Il singolo raggiunse il secondo posto nella classifica francese del settembre del 1966.
Lo storico culturale Larry Portis descrive l'arrivo di Dutronc nel panorama della musica francese quasi come contemporaneo a quello di Michel Polnareff, entrambi come il "primo esempio di rock francese ad essere considerato musicalmente competente e non imitativo delle influenze afrostatunitensi o afro-statunitensi e del Regno Unito". Per Portis, Dutronc segna la netta rottura tra la tradizione letteraria francese della chanson con il suo uso creativo del suono prima ancora della sintassi e del linguaggio.
Il primo album di Dutronc che da lui prende il nome, uscì sul finire del 1966, vendette più di un milione di copie e si guadagnò il Grand Prix du Disque della Académie Charles Cros, in memoria di uno dei suoi fondatori. Un secondo singolo, Les play boys, trascorse sei settimane alla prima posizione e vendette 600 000 copie.
Dutronc fu uno dei più grandi successi commerciali della musica francese della fine degli anni '60 - inizio anni '70. Durante quel periodo pubblicò più di 20 singoli tra cui diverse prime posizioni: J'aime les filles nel 1967 e Il est cinq heures, Paris s'éveille nel 1968.
Secondo il critico musicale Mark Deming: "le prime hits di Dutronc erano duri ma intelligenti esercizi di garage rock europeo... i modelli di Dutronc erano Bob Dylan e Ray Davies, e come loro egli era in grado di scrivere melodie abbastanza forti da funzionare anche senza testi eccellenti, e la sua band aveva l'energia sufficiente per permettergli di volare".

#### Gli anni '70

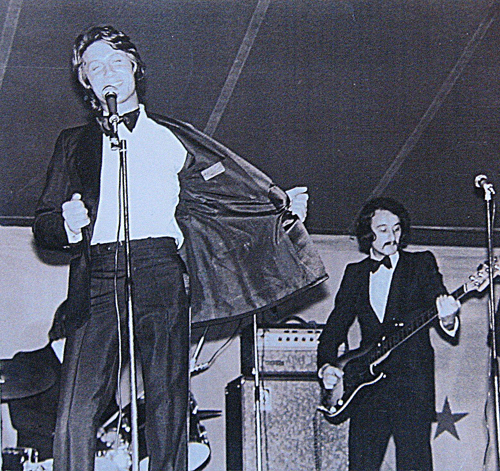
Jacques Dutronc ad Annecy nel 1971 col bassista Noël Mirol.

Gran parte delle canzoni di Dutronc sino al 1975 vennero scritte con Jacques Lanzmann, con solo due titoli scritti unicamente da Dutronc. La moglie di Lanzmann, Anne Ségalen, collaborò pure ad alcune canzoni. Dutronc scrisse tre canzoni col fumettista Fred, le cui storie erano utilizzate per spot commerciali negli anni '70. Due canzoni vennero scritte nel 1971 da Lanzmann, Franck Harvel e dal compositore Jean-Pierre Bourtayre, per l'adattamento TV di Arsenio Lupin.
Nel 1973, "Et moi, et moi, et moi" venne adattata in inglese come Alright Alright Alright e divenne la n. 3 nel Regno Unito cantata da Mungo Jerry.
Sempre nel 1973, Dutronc iniziò una seconda carriera come attore nel film Antoine et Sébastien, diretto da Jean-Marie Périer. Il secondo film di Dutronc fu L'importante è amare, diretto da Andrzej Żuławski, che fu un successo soprattutto in Francia. Negli anni successivi, apparve in film di Jean-Luc Godard, Claude Lelouch e Maurice Pialat. Nel 1977, ottenne una nomination per un César Award per il suo ruolo di attore co-protagonista nel film di Claude Sautet, Mado. Steven Spielberg considerò Dutronc uno dei migliori attori francesi della sua generazione e scrisse il ruolo di René Belloq ne I predatori dell'arca perduta pensando a lui. Dutronc non ottenne mai il ruolo dal momento che riteneva inadeguata la propria conoscenza dell'inglese.

## Vita privata
Marito della cantante Françoise Hardy, è padre di Thomas Dutronc, anche lui cantante e attore.

## Discografia

### Album studio
- 1966 : Et moi, et moi, et moi (Vogue)
- 1968 : Il est cinq heures (Vogue)
- 1969 : L’Opportuniste (Vogue)
- 1970 : L’Aventurier (Vogue)
- 1971 : Jacques Dutronc (Vogue)
- 1972 : Jacques Dutronc (Vogue)
- 1975 : Jacques Dutronc (Vogue)
- 1980 : Guerre et pets (Gaumont Musique)
- 1982 : C'est pas du bronze (Gaumont Musique)
- 1987 : C.Q.F.D...utronc (CBS)
- 1995 : Brèves Rencontres (Columbia)
- 2003 : Madame l'existence (Columbia)

### Album live
- 1992 : Jacques Dutronc au Casino (Columbia)
- 2010 : Et vous, et vous, et vous (Columbia)

### Compilation
- 1992 : Intégrale Dutronc, les années Columbia
- 1993 : Complètement Dutronc
- 2004 : L'intégrale les Cactus
- 2004: En Vogue: classé quinzième au Top 100 des meilleurs albums de l'histoire du rock français par le magazine Rolling Stone.
- 2009 : Best of Jacques Dutronc 3 CD
- 2009 : L'Intégrale des EP Vogue
- 2014 : Les Vieilles Canailles

### 45 giri (4 titoli)
- 1966 : Et moi, et moi, et moi (Vogue)
- 1966 : Les Play-Boys (Vogue)
- 1966 : Les Cactus (Vogue)
- 1967 : J’aime les filles (Vogue)
- 1967 : Le plus difficile (Vogue)
- 1968 : Il est cinq heures, Paris s'éveille (Vogue)
- 1968: Disque d'or de la chanson (Vogue)
- 1968: Le Courrier du cœur (Vogue)
- 1968: L’Opportuniste (Vogue)
- 1968: À tout berzingue (Vogue)
- 1968: La Seine (Vogue)
- 1969: L’Aventurier (Vogue)
- 1969: L’Hôtesse de l'air (Vogue)
- 1970: À la vie à l'amour (Vogue)

### 45 giri (2 titoli)
- 1969: Le Responsable (Vogue)
- 1969: L’Hôtesse de l’air (Vogue)
- 1969: La Maison des rêves / Quand c’est usé je le jette (BO de Pierre et Paul) (Vogue)
- 1970: À la vie, à l’amour (Vogue)
- 1970: À la queue les Yvelines (Vogue)
- 1970: Le Fond de l’air est frais (Vogue)
- 1971: L’Arsène (Vogue)
- 1971: J’avais la cervelle qui faisait des vagues (Vogue)
- 1972: Le Petit Jardin (Vogue)
- 1972: Tic Tic (Vogue)
- 1972: Il est cinq heures, Paris s'éveille (Vogue)
- 1973: Antoine / Sébastien (BO du film Antoine et Sébastien)
- 1973: Le Dragueur des supermarchés (Vogue)
- 1973: Le Testamour (Vogue)
- 1973: Gentleman Cambrioleur (Vogue)
- 1974: L’Aventurier (Vogue) (BO du film OK patron)
- 1974 : J’comprends pas (Vogue)
- 1975 : Le Bras mécanique (Vogue)
- 1976 : Le Bon et les Méchants (Vogue) BO du film Le Bon et les Méchants
- 1980 : L'Hymne à l'amour (moi l'nœud) (Gaumont Musique)
- 1980 : J’ai déjà donné (Gaumont Musique)
- 1980 : Le Temps de l’amour (Gaumont Musique)
- 1982 : Savez-vous planquer vos sous? (Gaumont Musique)
- 1984 : Merde in France (Gaumont Musique)
- 1987: Opium (avec Bambou) (CBS)
- 1987: Les Gars de la narine (CBS)
- 1987: Qui se soucie de nous ? (CBS)
- 1992: L’Opportuniste (Columbia) (cf Jacques Dutronc au Casino)

### Singoli
- 1992: L’Opportuniste (Columbia)
- 1992: La Fille du Père Noël (Columbia)
- 1992: Singolo di promozione di l’Intégrale Jacques Dutronc (Vogue BMG)
- 1995: À part ça (Columbia)
- 1995: Tous les goûts sont dans ma nature in duo con Étienne Daho (Columbia)

### Videografia DVD
- 2001: Jacques Dutronc au Casino

## Filmografia parziale
- Antoine et Sébastien, regia di Jean-Marie Périer (1974)
- L'importante è amare (L'important c'est d'aimer), regia di Andrzej Żuławski (1975)
- La fabbrica degli eroi (Le Bon et les méchants), regia di Claude Lelouch (1976)
- Mado, regia di Claude Sautet (1976)
- Vivere giovane (Violette & François), regia di Jacques Rouffio (1977)
- A noi due (À nous deux), regia di Claude Lelouch (1979)
- Si salvi chi può (la vita) (Sauve qui peut (la vie)), regia di Jean-Luc Godard (1980)
- Malevil, regia di Christian de Chalonge (1981)
- Le mie notti sono più belle dei vostri giorni (Mes nuits sont plus belles que vos jours), regia di Andrzej Żuławski (1989)
- Van Gogh, regia di Maurice Pialat (1991)
- Place Vendôme, regia di Nicole Garcia (1997)
- Grazie per la cioccolata (Merci pour le chocolat), regia di Claude Chabrol (2000)
- Baciate chi vi pare (Embrassez qui vous voudrez), regia di Michel Blanc (2002)
- UV Seduzione fatale (UV), regia di Gilles Paquet-Brenner (2007)
- Le deuxième souffle, regia di Alain Corneau (2007)
- Les Francis, regia di Fabrice Begotti (2014)
- Amanti & tradimenti (Voyez comme on danse), regia di Michel Blanc (2018)

## Doppiatori italiani
- Cesare Barbetti in L'importante è amare
- Michele Kalamera in Le mie notti sono più belle dei vostri giorni
- Gino La Monica in Place Vendôme, Grazie per la cioccolata
- Rodolfo Bianchi in Baciate chi vi pare